# Львовка (Самарская область)
Львовка — посёлок в Шигонском районе Самарской области России. Входит в состав сельского поселения Муранка.

## История
В 1973 г. Указом Президиума ВС РСФСР посёлок Кресты переименован  в Львовка.

## Население
| 2010 |
| ---- |
| 284  |

## Инфраструктура
Личное подсобное хозяйство, индивидуальная застройка усадебного типа.
Сельский клуб. Политехнический колледж.

## Достопримечательности
Церковь в честь Воздвижения Креста Господня.

## Транспорт
Остановка общественного транспорта «Львовка». 